# Thomas F. Hartnett
Thomas Forbes Hartnett (Charleston, 7 agosto 1941) è un politico statunitense, membro della Camera dei Rappresentanti per lo stato della Carolina del Sud dal 1981 al 1987.

## Biografia
Nato a Charleston, dopo il college Hartnett entrò nell'Air Force Reserve Command, dove restò fino al 1969. Tra il 1981 e il 1987 prestò servizio nell'Air National Guard della Carolina del Sud.
Nel 1964 entrò in politica con il Partito Democratico e fu eletto all'interno della Camera dei rappresentanti della Carolina del Sud, la camera bassa dell'assemblea legislativa statale. Nel 1972 cambiò schieramento e si candidò alla camera alta, il Senato della Carolina del Sud, come membro del Partito Repubblicano. Fu eletto e venne riconfermato per altri due mandati.
Nel 1980 si candidò alla Camera dei Rappresentanti per il seggio lasciato vacante dal deputato democratico uscente Mendel Jackson Davis. Hartnett sconfisse l'avversario democratico riuscendo ad ottenere la maggioranza dei voti nella contea di Charleston, in linea con i risultati raccolti da Ronald Reagan nelle presidenziali di quell'anno. Appena eletto, Hartnett si occupò di un audit su quattro programmi sanitari federali. Mantenne uno standard di voto conservatore in linea con quello dei repubblicani.
Riconfermato per altri due mandati come deputato, nel 1986 lasciò il seggio per candidarsi infruttuosamente alla carica di vicegovernatore. Dopo aver lasciato il Congresso, si trasferì a Mount Pleasant dove svolse l'attività di agente immobiliare, portando avanti gli affari di famiglia.
Nel 1992, Thomas Hartnett si candidò al Senato contro il democratico in carica da ventisei anni Fritz Hollings. In campagna elettorale attaccò l'avversario dipingendolo come arrogante e non al passo coi tempi; sostenne la necessità di operare dei tagli alle tasse e delle riforme parlamentari, affermando "Il Congresso è un’istituzione isolata e arrogante consumata dalla burocrazia e dalla propria autoconservazione". Sebbene entrambi fossero dei politici di lungo corso, i due candidati cercarono di presentarsi agli elettori come esponenti dell'anti-establishment. Hartnett contò sul sostegno pubblico di Bob Dole, che definì quello scontro elettorale come "la nostra migliore occasione per battere un [candidato] in carica". Nonostante ciò, al termine della campagna, Hollings riuscì a sconfiggere Hartnett con un distacco minimo, in quella che fu la rielezione più difficile della sua carriera politica.
Dopo la sconfitta, Hartnett si ritirò dalla politica. Suo figlio, Tom Hartnett Jr., seguì le sue orme politiche e fu eletto alla Camera dei rappresentanti della Carolina del Sud nel 2022.